# Fighting Style/SOUL SHOUT
『Fighting Style / SOUL SHOUT』（ファイティングスタイル / ソールシャウト）は、BACK-ONの会場限定シングル。2003年会場限定で販売された。

## 概要
本作のFighting StyleはRIZEのJesseが立ち会いの元で再録されたVer.が会場限定で販売されていた。（本作のレコーディング風景のメイキング映像も同時撮影されていて未公開であったが、15周年のためファンクラブサイトBACK-ON CLANにて映像の一部を、2020/10/6付のKENJI03の投稿で初めて公開された）

## 収録曲
1. Fighting Style
  - アルバム未収録。
2. SOUL SHOUT
  - 『HERO』

スタジオライブバージョンで再録されている。

| スタブアイコン | サブスタブ | この項目は、まだ閲覧者の調べものの参照としては役立たない、シングルに関連した書きかけの項目です。この項目を加筆・訂正などしてくださる協力者を求めています（P:音楽/PJ:楽曲）。 |